# Idioma komi
Las lenguas komi (коми кыв, komi kyv), junto con el udmurto, conforman el grupo pérmico de la familia urálica de lenguas. Este artículo se ocupará fundamentalmente del komi-ziriano que constituye la base de la lengua escrita.

## Literatura komi
Antes de la Revolución el komi fue usado casi exclusivamente para propósitos religiosos, pero actualmente se usa en la educación y publicación. Para ponerlo por escrito se usa el alfabeto cirílico con dos letras adicionales: i y ö.
Los precursores de la literatura komi y komi-permiana fueron básicamente los mismos. A Iván Kurátov (1839-1875) se le considera el primer autor moderno. También son conocidos el poeta Mihail Lebedev (1877-1951) y el filólogo y poeta Vassily Lytkin (1895-1965). Desde finales de los años 20, se ha publicado también literatura en permia, en una lengua literaria basada en el dialecto kudymkar. Entre los autores más reputados que escriben en este dialecto se incluyen Mihail Lihachov (1901-1945) y Styepan Karavayev (1908-1973).

## Gramática
La numeración en komi del 1 al 10 es la siguiente: ötik, kIk, kuim, nyol', vit, kwayt, sizim, kökyamIs, ökmIs, das; 11 das öti, 12 das kIk, 20 kIz', 30 komIn, 40 nelyamIn, 100 syo. El acento tónico va en la primera sílaba, pero es movible y no fonémico. Los pronombres personales son: singular 1 me, 2 te, 3 siyö; plural 1 mi, 2 ti, 3 nayö. El demostrativo es tayö 'esto?, siyo 'eso'. El pronombre interrogativo es kodi '¿quién?', mIy '¿qué?'.  El nombre tiene dos números, marcándose el plural con -yas, como kerka 'casa', plural kerkyas; vöv 'caballo', plural vövyas.

## Dialectos
La lengua komi se divide en tres dialectos: 
- Komi ziriano, que se habla en la parte septentrional de la zona.
- Komi permio.
- Komi yaz'va, que domina en la parte meridional. Este dialecto es el más divergente de los tres. El número de hablantes en dialecto yaz'va se estimaba en 1960 en 4.000 personas.

Algunos lingüistas tratan al komi ziriano y a los grupos permios como lenguas separadas.

## El abur
En la segunda mitad del siglo XIV, el misionero cristiano Stephen de Perm (Styepan Hrap) creó un alfabeto especial para el komi. Este alfabeto, denominado "abur", una modificación de caracteres cirílicos y griegos, fue utilizado desde los primeros textos en el siglo XIV hasta el siglo XVIII. Contamos desde antiguo con varias glosas en permio antiguo, textos litúrgicos, leyendas icónicas y otros fragmentos. El komi, por tanto, ha aportado los segundos textos más antiguos (después del húngaro) de todas las lenguas finoúgrias.
| Mayúscula | Minúscula | Latino | AFI                                             | Nombre                     |
| --------- | --------- | ------ | ----------------------------------------------- | -------------------------- |
| A         | a         | a      | [a]                                             | [a]                        |
| Б         | б         | b      | [b]                                             | [be]                       |
| В         | в         | v      | [v]                                             | [ve]                       |
| Г         | г         | g      | [g]                                             | [ge]                       |
| Д         | д         | d      | [d]; como palatal, [dj]                         | [de]                       |
| Е         | е         | e      | [je]; [e] después de C salvo [t, d, s, z, n, l] | [je]                       |
| Ë         | ë         | ë      | [jo]; [o] después de [tj, dj, sj, zj, nj, lj]   | [jo]                       |
| Ж         | ж         | ž      | []                                              | [e]                        |
| З         | з         | z      | [z]; como palatal [zj]                          | [ze]                       |
| И         | и         | i      | [i]                                             | [njebd i] 'i suave'        |
| I         | i         | ï      | [i] después de [t, d, s, z, n, l]               | [jord i] 'i dura'          |
| Й         | й         | j      | [j]                                             | [i kratkəj]                |
| К         | к         | k      | [k]                                             | [ka]                       |
| Л         | л         | l      | [l]; como palatal [lj]                          | [el]                       |
| М         | м         | m      | [m]                                             | [em]                       |
| Н         | н         | n      | [n]; como palatal [nj]                          | [en]                       |
| О         | о         | o      | [o]                                             | [o]                        |
| Ö         | ö         | ö      | [ə]                                             | [ə]                        |
| П         | п         | p      | [p]                                             | [pe]                       |
| Р         | р         | r      | [r]                                             | [er]                       |
| С         | с         | s      | [s]; como palatal [sj]                          | [es]                       |
| Т         | т         | t      | [t]; como palatal [tj]                          | [te]                       |
| У         | у         | u      | [u]                                             | [u]                        |
| Ф         | ф         | f      | [f]                                             | [ef]                       |
| Х         | х         | x      | [x]                                             | [xa]                       |
| Ц         | ц         | c      | []                                              | [e]                        |
| Ч         | ч         | č      | [j]                                             | [je]                       |
| Ш         | ш         | š      | []                                              | [a]                        |
| Щ         | щ         | šč     | []                                              | [a]                        |
| Ъ         | ъ         |        | _b                                              | [jord znak] 'signo duro'   |
| Ы         | ы         | y      | []                                              | []                         |
| Ь         | ь         | '      | _b                                              | [njebd znak] 'signo suave' |
| Э         | э         | è      | [e]                                             | [e]                        |
| Ю         | ю         | ju     | [ju]; [u] después de [tj, dj, sj, zj, nj, lj]   | [ju]                       |
| Я         | я         | ja     | [ja]; [a] después [tj, dj, sj, zj, nj, lj]      | [ja]                       |

- Notas: El símbolo C significa consonante.